# Uerdinger linie

Ik / ich - isoglosse in België, Nederland en Duitsland. Het westelijke, donkerrode gedeelte is de Uerdinger linie, helderrood is de samenloop daarvan met de Benrather linie

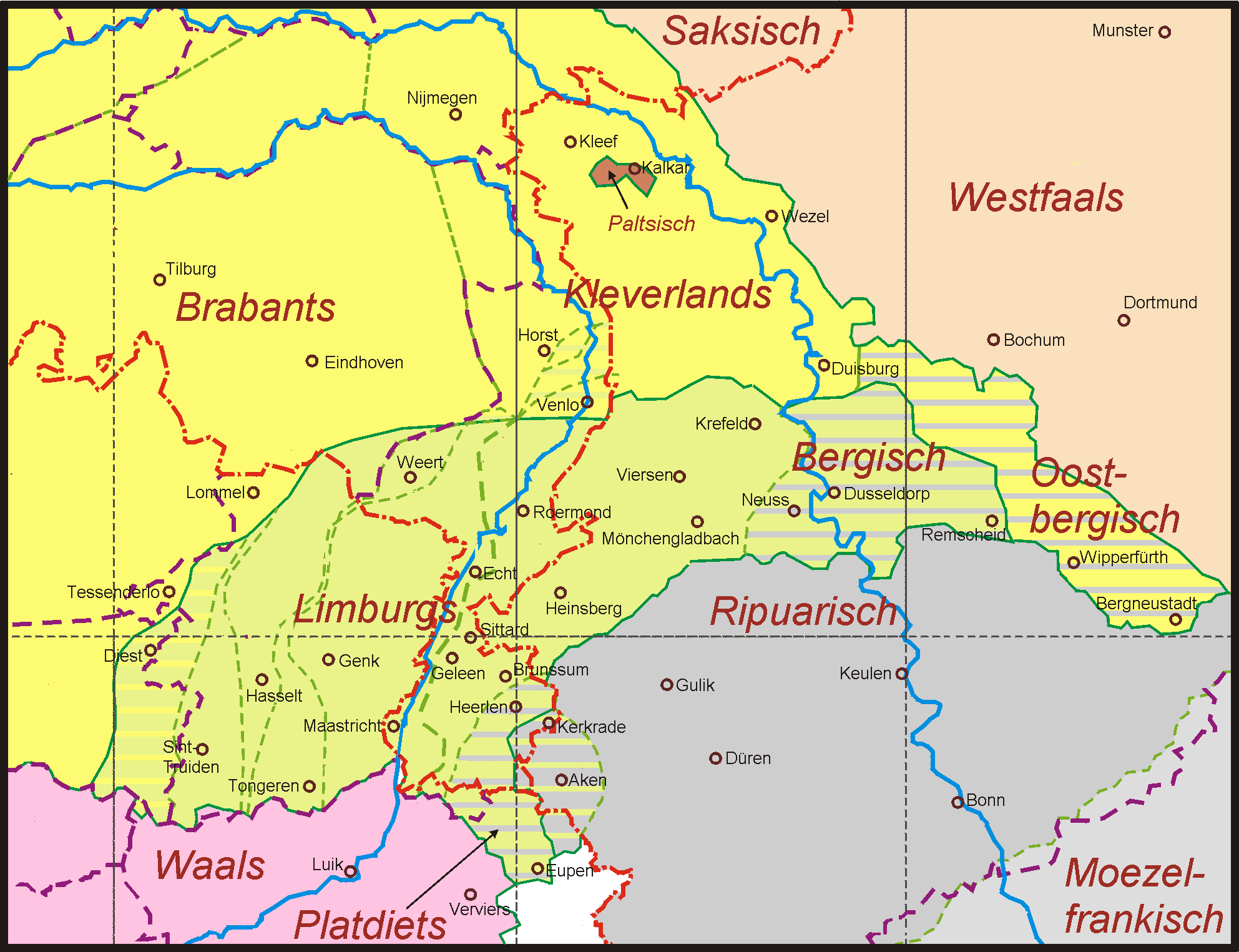
In het westen vormt de Uerdinger linie de scheidslijn tussen het Brabants-Kleverlands en het Limburgs

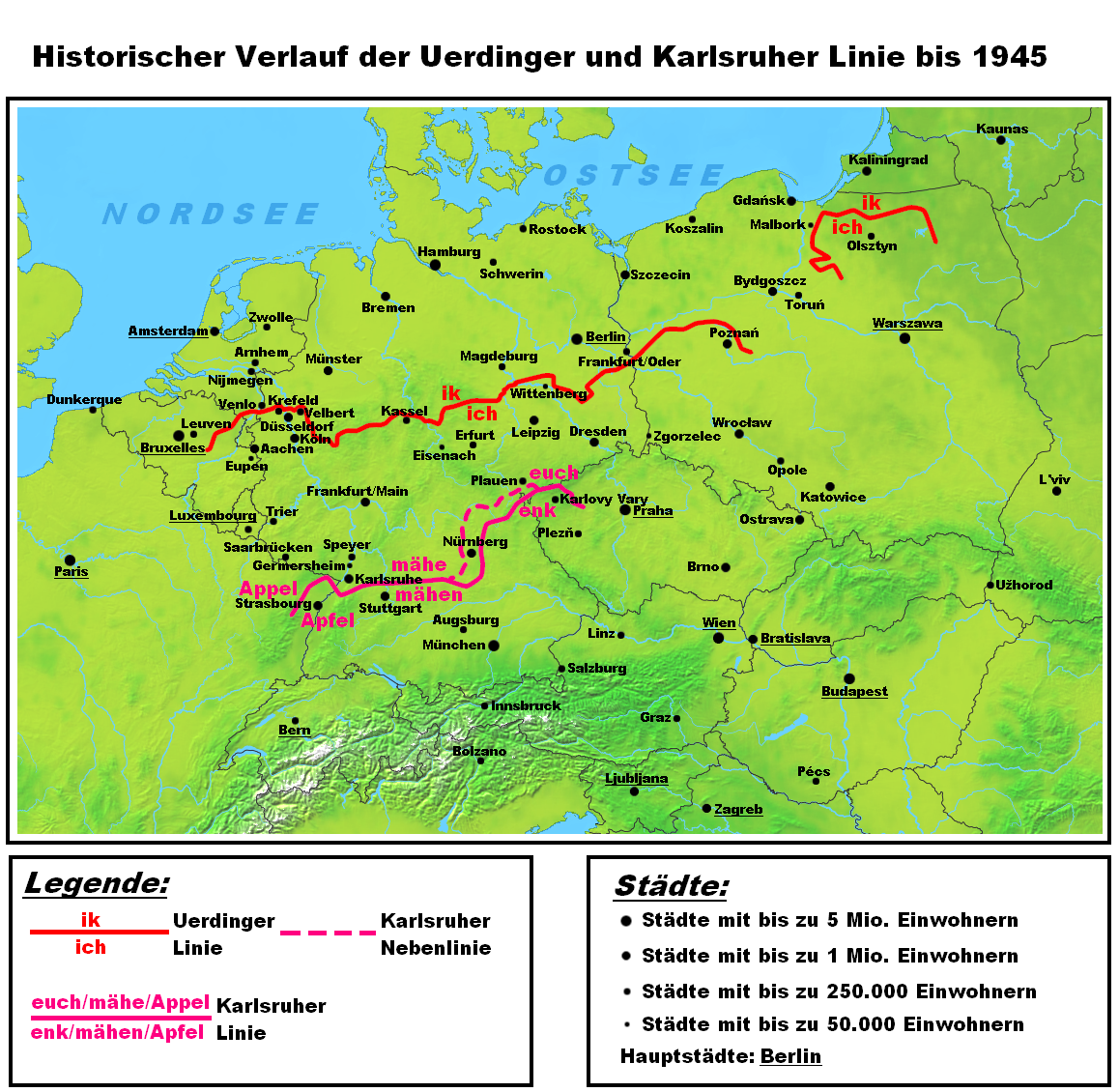
De Uerdinger en de Karlsruher linie in België, Nederland en Duitsland. Het verloop van deze beide isoglossen in Polen en Tsjechië is thans historisch geworden.

De Uerdinger linie is de scheidslijn tussen het Nederlandse en Nederduitse 'ik' en het Hoogduitse 'ich'.
Door deze dialectscheidingslijn (isoglosse) worden de taalvariëteiten die de medeklinkerverzachting van k in ch in het woord ik / ich (ek / ech) hebben doorgemaakt gescheiden van de variëteiten waar dat niet voor geldt. (Noord: "Ik gohn noh Hus" / Zuid: "Isch jon noh Huus").
De Uerdinger linie is door Georg Wenker vernoemd naar het Duitse stadje Uerdingen. Variëteiten die de Hoogduitse klankverschuiving slechts op dergelijk beperkte wijze hebben doorgemaakt worden aangetroffen in een groot gebied, waarvan deze isoglosse de noordgrens vormt.

## Kenmerken
In de dialecten ten zuiden van de Uerdinger linie zegt men bijvoorbeeld ich en ouch, maar hebben alle andere woorden de k behouden. De Uerdinger linie is een zijlijn van de Benrather linie. In het Bergische Land ligt het punt waarop beide isoglossen samenlopen. 
 Het is natuurlijk vrij willekeurig welke isoglosse men neemt: niet alleen de k, ook de p en de t zijn veranderd en de isoglossen daarvoor lopen elk net iets anders dan die voor de k. Vanwege deze uitwaaiering van de isoglossenbundels noemt men dit gebied ook wel de Rijnlandse waaier. 
 In Belgisch Limburg valt de ik / ich-isoglosse bovendien volledig samen met de mij-me / mich isoglosse.
In enkele dorpen in Nederlands Limburg, zoals Montfort, zegt men tevens welch (welk).

## Verloop

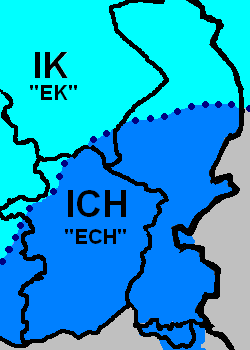
Ik, Ich

De Uerdinger linie begint op de Waalse taalgrens tussen het Vlaams-Brabantse Opvelp en Tienen, loopt verder door Belgisch Limburg via Diest in noordoostelijke richting, waar de isoglosse iets ten noorden van Budel Nederlands Noord-Brabant binnenloopt. De Belgisch-Limburgse plaatsen Lommel, Stevensvennen, Kerkhoven, Leopoldsburg, Tessenderlo en Kwaadmechelen liggen ten noordwesten van de Uerdinger linie. De dialecten van deze plaatsen hebben zodoende de vorm ik.
De Uerdinger linie loopt vervolgens op Nederlands grondgebied even ten noorden van het Noord-Brabantse Maarheeze en het Limburgse Panningen, om tussen Venlo en Tegelen Nederland weer te verlaten. Dan via Viersen naar de Rijn, die zij oversteekt tussen Krefeld-Uerdingen en Duisburg-Mündelheim. Zij voert via Saarn (stadsdeel van Mülheim aan de Ruhr) door het Bergische land naar Kettwig (deel van Essen) en Elberfeld (deel van Wuppertal). Vanaf daar valt de lijn samen met de Benrather Linie of de „maken-/machen-Linie“. De gecombineerde isoglosse loopt vervolgens ten zuiden van Gummersbach en Wiedenest (deel van Bergneustadt) verder oostwaarts, ten noorden van Kassel (deelstaat Hessen), vervolgens ten zuiden van Maagdenburg en ten noorden van Wittenberg. In zuidelijk Brandenburg loopt de Uerdinger linie nog verder door het hele Duitse taalgebied via Halbe, Hermsdorf, Freidorf en Rietzneuendorf-Staakow.

## Historische ontwikkeling in het Nederlandse taalgebied
De aanwezigheid van de ik-ich-isoglosse is een kernmerk van de Tweede Germaanse klankverschuiving, maar betreft in de Limburgse dialecten een latere ontwikkeling die pas eeuwen later haar ingang vond. De Uerdinger linie is gedurende de Hoge Middeleeuwen steeds noordelijker komen te liggen, onder invloed van de dialecten in en rond Keulen. In de voorlopers van de hedendaagse Limburgse dialecten, het Oudoostnederlands en het vroege zuidoostelijke Middelnederlands, had de verschuiving van ik naar ich dan ook nog niet plaatsgevonden. Na de Slag bij Woeringen (1288) volgde met de dominantie van de Brabantse dialecten – gevolgd door de groeiende invloed van het Hollands en het grotendeels op deze dialecten gebaseerde Standaardnederlands – een ontwikkeling in omgekeerde richting.
In de moderne tijd beginnen enkele dialecten ten zuiden van de in de 19e eeuw vastgestelde Uerdingerlinie in Nederlands Limburg zich meer aan te passen aan het Nederlands of aan noordelijker gelegen dialecten. Daarbij worden ich en ouch vervangen door ik en ouk. Dit verschijnsel komt met name voor in Panningen, Helden, Baarlo, Kessel en Tegelen, waardoor men hier tegenwoordig zowel ik en ouk alsook ich en ouch hoort. De Uerdingerlinie schuift dus geleidelijk zuidwaarts op. Wat opvalt is, dat dit verschijnsel vooral bij jongere mensen voorkomt; de oudere inwoners houden meer vast aan de oudere varianten.